# Raimund Hinko
Raimund Hinko (* 1951) ist ein deutscher Sportjournalist und Buchautor. 
Hinko war von 1988 bis zum Jahr 2011 Redaktionsleiter des Münchner Büros der wöchentlich erscheinenden Zeitschrift Sport Bild. Sein bevorzugtes Thema war die Berichterstattung über den FC Bayern München. Einige Jahre lang schrieb er auch eine Kolumne in der Tageszeitung Die Welt. Im Oktober 2011 wurde Hinko von der Sport Bild offiziell verabschiedet.
Als Buchautor veröffentlichte er in den 1980er Jahren zwei Bücher über den  FC Bayern sowie eine Biografie über Karl-Heinz Rummenigge. 
Hinko werden gute persönliche Beziehungen zu vielen ehemaligen und aktuellen Spielern des FC Bayern nachgesagt. Bekannt ist seine langjährige Freundschaft zu Lothar Matthäus.

## Werke (Auswahl)
- FC Bayern München, Fussball-Zauber in München Dasbach-Verlag, Taunusstein 1980
- Karl-Heinz Rummenigge Copress-Verlag München, 1982, ISBN 3-7679-0132-3.
- Bayern München -Titel Tore Und Triumphe Herausgegeben vom FC Bayern München e.V. 1986